# Czupryna

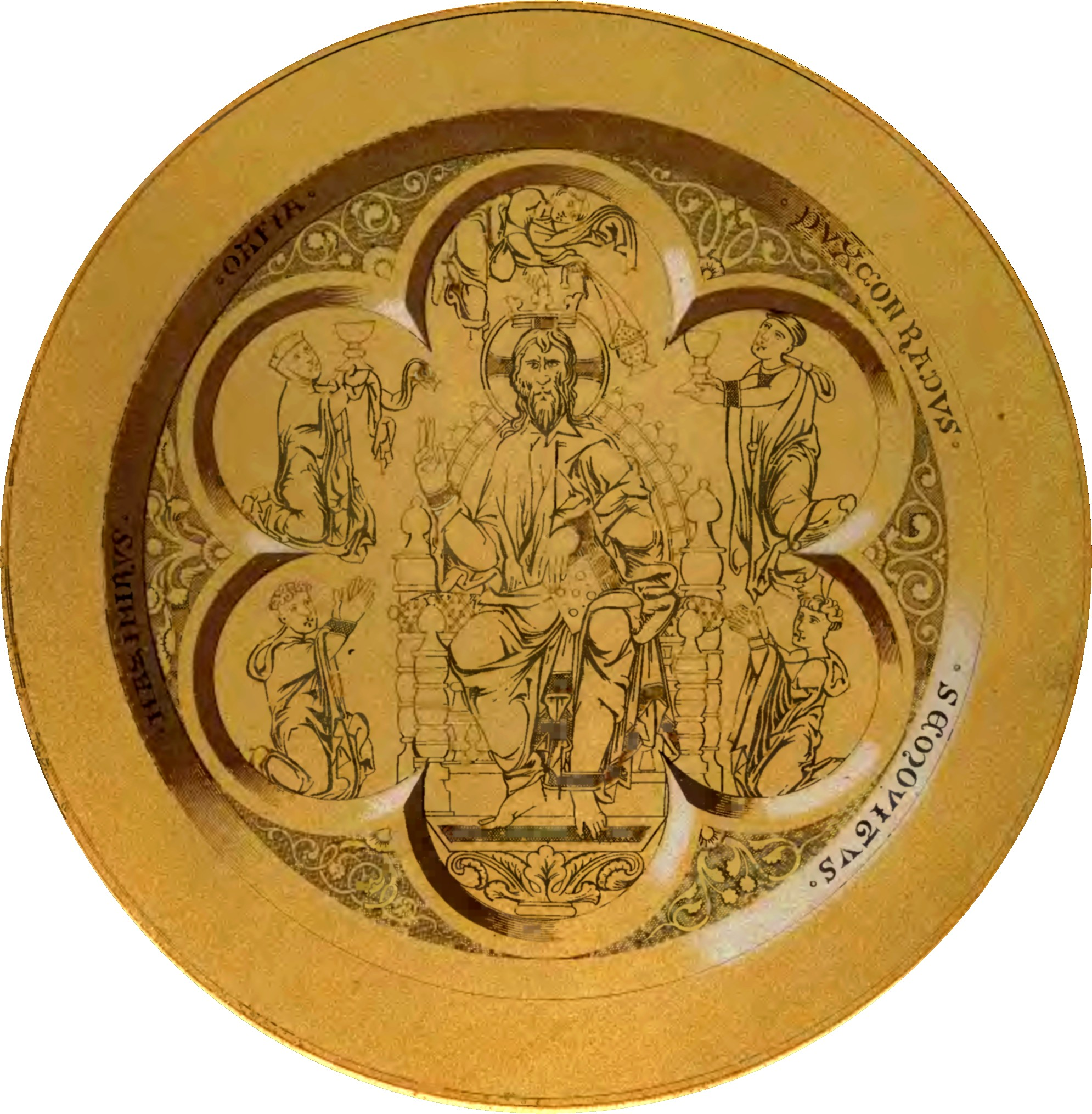
Đĩa đựng bánh thánh của Płock do Konrad Mazowiecki thành lập. Có thể thấy được bên trong đĩa là Konrad, vợ ông - Agafia và các con trai là Siemowit và Kazimierz.

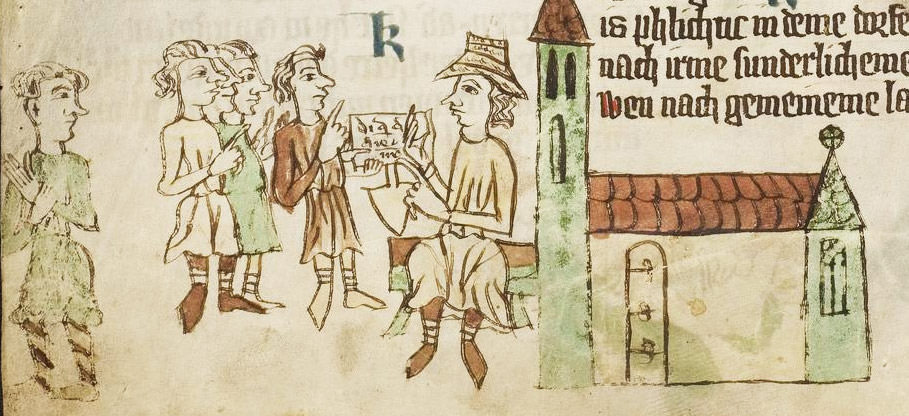
Một trong những hình minh họa của Sachsenspiegel. Một người Wend ở bên trái đang làm động tác mà chỉ người nói tiếng Slavic mới làm. Anh ta là hình ảnh đại diện với đầu được cạo một nửa và chân được quấn kiểu đặc trưng, giống như những người Wends trong Sachsenspiegel.

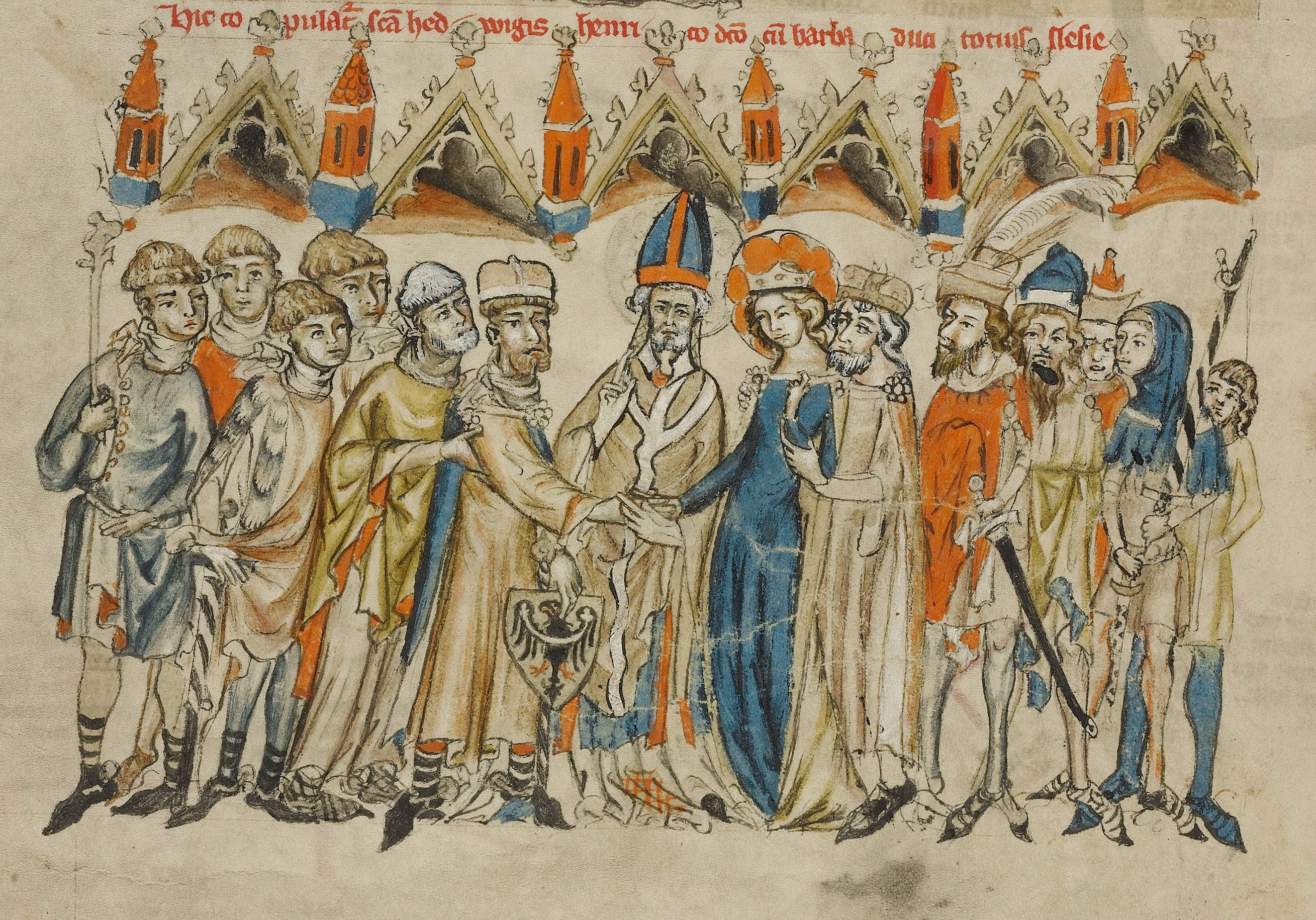
Henry I the Bearded và Jadwiga trong đám cưới Andechs ở thế lỷ 14, người Ba Lan là những người phía bên trái với đầu được cạo một nửa. Người Ba Lan thời Trung cổ không thích tóc dài: bộ râu của Henry khá kỳ lạ đến nỗi được gọi là "the Bearded".

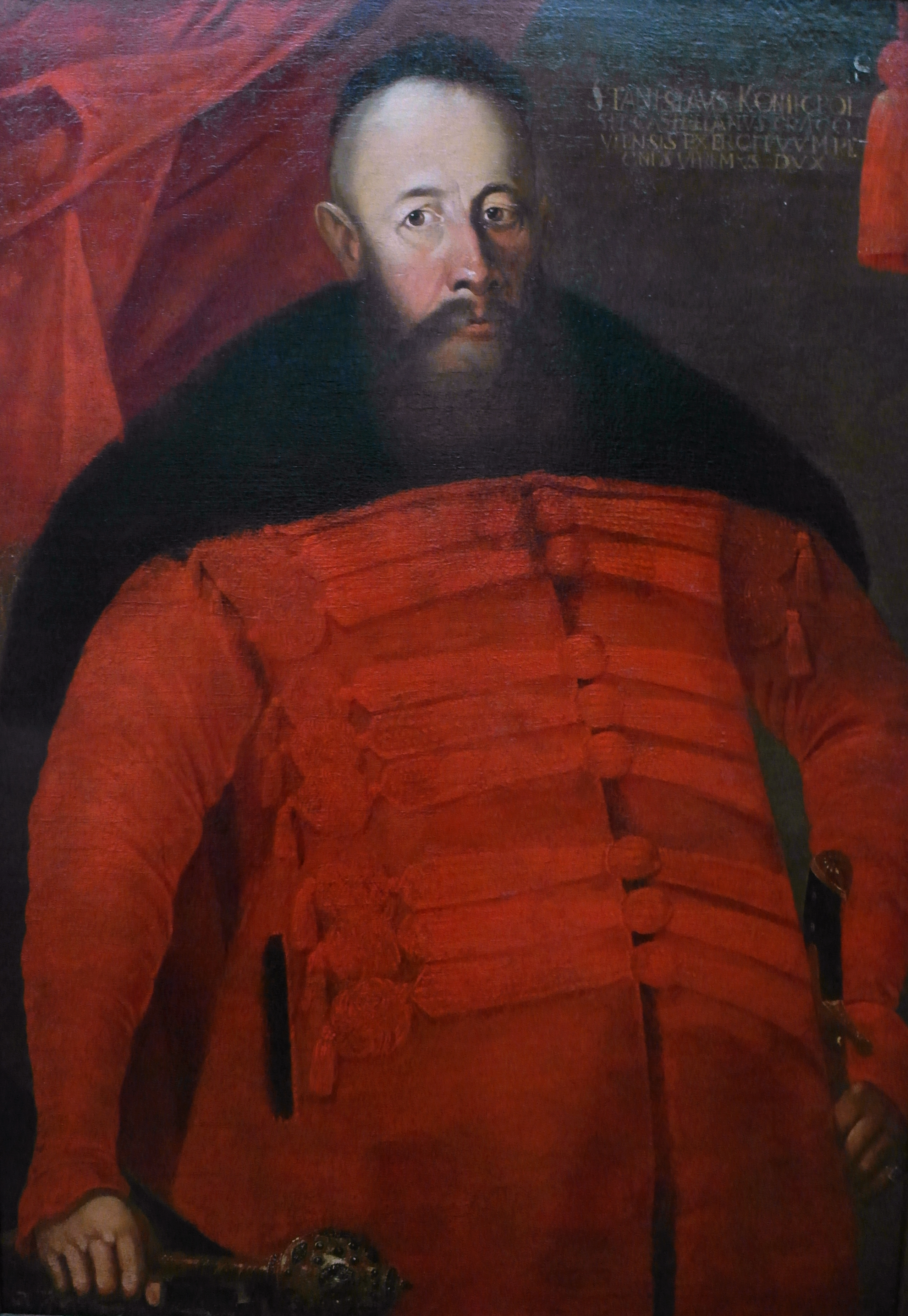
Stanisław Koniecpolski, thế kỷ 17

Cạo nửa đầu kiểu Ba Lan (tiếng Ba Lan: czupryna, podgolony łeb, łaszczówka) là kiểu cắt tóc truyền thống của giới quý tộc Ba Lan, chủ yếu gắn với sarmatism, nhưng cũng được người Ba Lan thời Trung Cổ làm theo. Kiểu đầu này được đánh dấu bằng việc cạo tóc phía trên hai tai và phía trên gáy với chiều cao bằng nhau, để chỏm tóc dài phía trên đỉnh đầu. Đây là kiểu đặc trưng của người Ba Lan trong vài thế kỷ.

## Lịch sử
Không có nguồn gốc rõ ràng cho việc cạo nửa đầu. Có thể bắt đầu từ thế kỷ 12 cho đến khi dần biến mất ở thế kỷ 18. Những ghi chép sớm nhất cho việc "cạo nửa đầu kiểu Ba Lan" từ thời Trung cổ được viết bởi f. ex., một thầy tu ẩn danh dòng Phan Sinh vào năm 1308, Wincenty từ Kielcza (giữa thế kỷ 13), và nhà thơ người Áo Zygfryd Helbling (cuối thế kỷ 13) người đã nói một cách nghiêm túc về các ảnh hưởng của Ba Lan và Czech. Trong biên niên sử của Mierzwa (đầu thế kỷ 14) từ Cracow, có thể đọc được rằng Hoàng tử Leszek the Black (mất năm 1288) đã nuôi tóc của mình để hòa nhập với những người Đức, và trở thành vụ bê bối thời đó cũng như thời kỳ của biên niên sử. Trong các nguồn tham khảo về đồ họa, có một đĩa đựng bánh thánh (giữa thế kỷ 13) từ Thánh đường Płock do Konrad Mazowiecki thành lập, một đĩa đựng bánh thánh ở tu viện Cistercians ở Ląd do Mieszko the Old thành lập (năm 1195), và sàn nhà ở Wiślica (năm 1175-1180).

## Kiểu cạo nửa đầu và các dân tộc Slav khác

### Người Wend
Có thể là không chỉ người Ba Lan mà những dân tộc Slav khác cũng có kiểu cạo nửa đầu.
Tu sĩ Dòng Phan Sinh người Anh Bartholomeus Anglicus vào năm 1235 đã viết trong bách khoa toàn thư của mình rằng hầu hết các dân tộc Slav, trừ người Ruthenian và người Slav pha trộn với người Đức và người Latinh, đều cạo tóc. Bartholomeus là người sống nhiều năm ở Magdeburg nên biết rõ các vùng đất Slavic. Với "vùng đất Slavic", ông ám chỉ khu vực từ Saxonia đến Ruthenia và từ Dalmatia, Carinthia và Serbia đến biển Baltic. Về việc cạo tóc và không thích để râu, Saxo Grammaticus cũng đã nhắc đến khi kể về thánh đường Arcona. Ông viết rằng theo phong tục chung thì chỉ những tu sĩ mới có thể để râu và để tóc dài.
Trong một tuyên ngôn của người Saxon chống lại pagan giáo Slavic từ năm 1108 có đề cập rằng người Slav bắt chước những người Saxon trong cuộc tấn công bằng cách cải trang da đầu của họ  - người Saxon để tóc dài, vì vậy kiểu tóc của người Polabian phải khác hoàn toàn: để tóc rất ngắn. Vậy nên, ở thế kỷ 13, phong tục cạo tóc được công nhận là của người Ba Lan phải có kích thước lớn hơn. 
Sự tồn tại của czupryna trên các lãnh thổ Polabian Slav được chứng thực một cách rõ ràng bằng nhiều khám phá khảo cổ học. Ví dụ như: tượng đồng nhỏ Schwedt/Oder (thế kỷ 10 - 11), Altfriesack Götze, một tượng gỗ từ Altfriesack (thế kỷ 6 - 7), tượng người ngồi ở Gatschow gần Demmin (thế kỷ 11 - 12), một tác phẩm điêu khắc nhỏ từ Merserburg gần Leipzig (thế kỷ 10). Tất cả các nhân vật đều có tóc ngắn và cạo nửa đầu. Ngoài ra còn có một phụ kiện kim loại từ bảo tàng ở Oldburg và một tượng gỗ từ Wolin (thế kỷ 10). Vì bị ăn mòn nên khó có thể nói rằng đầu đã được cạo nhưng tóc thì chắc chắn là tóc ngắn. Bằng chứng rõ ràng nhất là các hình minh họa của Sachsenspiegel - toàn bộ người Wends trong các hình minh họa (trái ngược với người Saxon tóc dài) có tóc ngắn, cạo đến ngang tai.

### Nam Slav
Dao cạo cũng được tìm thấy trong các ngôi mộ cổ của Croatia, nhưng vấn đề về kích thước của phong tục cạo nửa đầu ở các vùng đất Slavic khác ngoài Ba Lan vẫn chưa được tìm hiểu.
Tương tự, một phong tục khác được gọi là перчин / perčin (trong tiếng Serbia-Croatia) hayчумбас / чембас (trong tiếng Bulgaria). Đó là kiểu cắt tóc gồm cạo đầu từ dưới lên, giống như trong czupryna nhưng để lại một bím tóc hoặc một cái gì đó giống chub trong tiếng Ukraina.
Kiểu tóc này có thể từ Châu Á với Proto-Bulgar: lần đầu tiên, "những người cạo trọc đầu" được đề cập đến trong Danh nghĩa của các khan Bulgaria. Kiểu đầu này được người Nam Slavs vẫn còn dùng cho đến thế kỷ 19.

### Cossacks

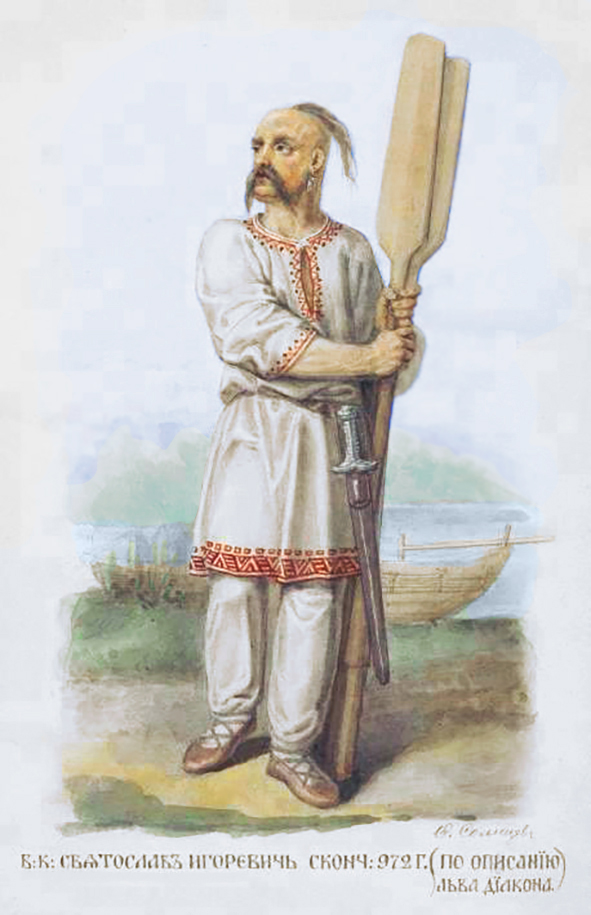
Sviatoslav I của Kiev với chub và trong trang phục vyshyvanka (bản vẽ thế kỷ 19)

Kiểu tóc cạo nửa đầu cũng được người Cossack của Ukraina để từ thế kỷ 15 đến thế kỷ 21. Được biết đến với tên gọi Chupryna hoặc Oseledets do giống với cá trích, với dải tóc dài trên đỉnh đầu đã bị cạo. Người Nga thường dùng từ khokhol (tiếng Nga: хохо́л), nghĩa là bờm ngựa, như một cách nói xấu dành cho những người Ukraina. Từ này thường mang tính xúc phạm hoặc hạ thấp, tương đương với từ katsap (tiếng Ukraina: кацап) trong tiếng Ukraina và kacap trong tiếng Ba Lan để chỉ những người Nga.

## Các kiểu cạo nửa đầu
Văn học Ba Lan trong nhiều thế kỷ, ta có thể bắt gặp cái tên đặc trưng về czupryna. Có thể phân biệt nhiều loại khác nhau:
- czupryna (staro)polska – cạo nửa đầu kiểu Ba Lan (cũ). Đây là kiểu cạo nửa đầu lâu đời nhất, có thể tìm thấy trong các tài liệu thời Trung cổ, ta biết rằng Jan III Sobieski cũng cắt kiểu czupryna này.
- czupryna łaszczowa – cạo nửa đầu kiểu łaszcz. Đây là kiểu czupryna liên quan đến con người của Samuel Łaszcz, là người mà theo những tài liệu tham khảo, đã tiên phong trong phong cách này. Tóc sẽ được cạo đi nhiều hơn trong kiểu czupryna łaszczowa.
- czupryna czerkieska –  cạo nửa đầu kiểu Circassia. Từ tên gọi có thể suy ra rằng kiểu này có lẽ là giống với kiểu cắt tóc nam truyền thống của người Circassia.
- czupryna szwedzka – cạo nửa đầu kiểu Thụy Điển. Theo các nguồn tài liệu thì phần cạo thấp hơn, gần giống với việc xuống tóc của Order of Saint Benedict (tạm dịch: Dòng tu Thánh Bê-nê-đíc-tô) và rắc bột.
- głowa cybulana – đầu củ hành. Đây là một tên gọi vui nhộn cho xu hướng giảm czupryna thành một số phần tóc trên đỉnh đầu.[27][28]

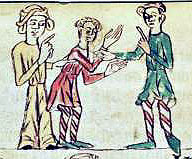
Một hình minh họa khác của người Wend trong Sachsenspiegel.

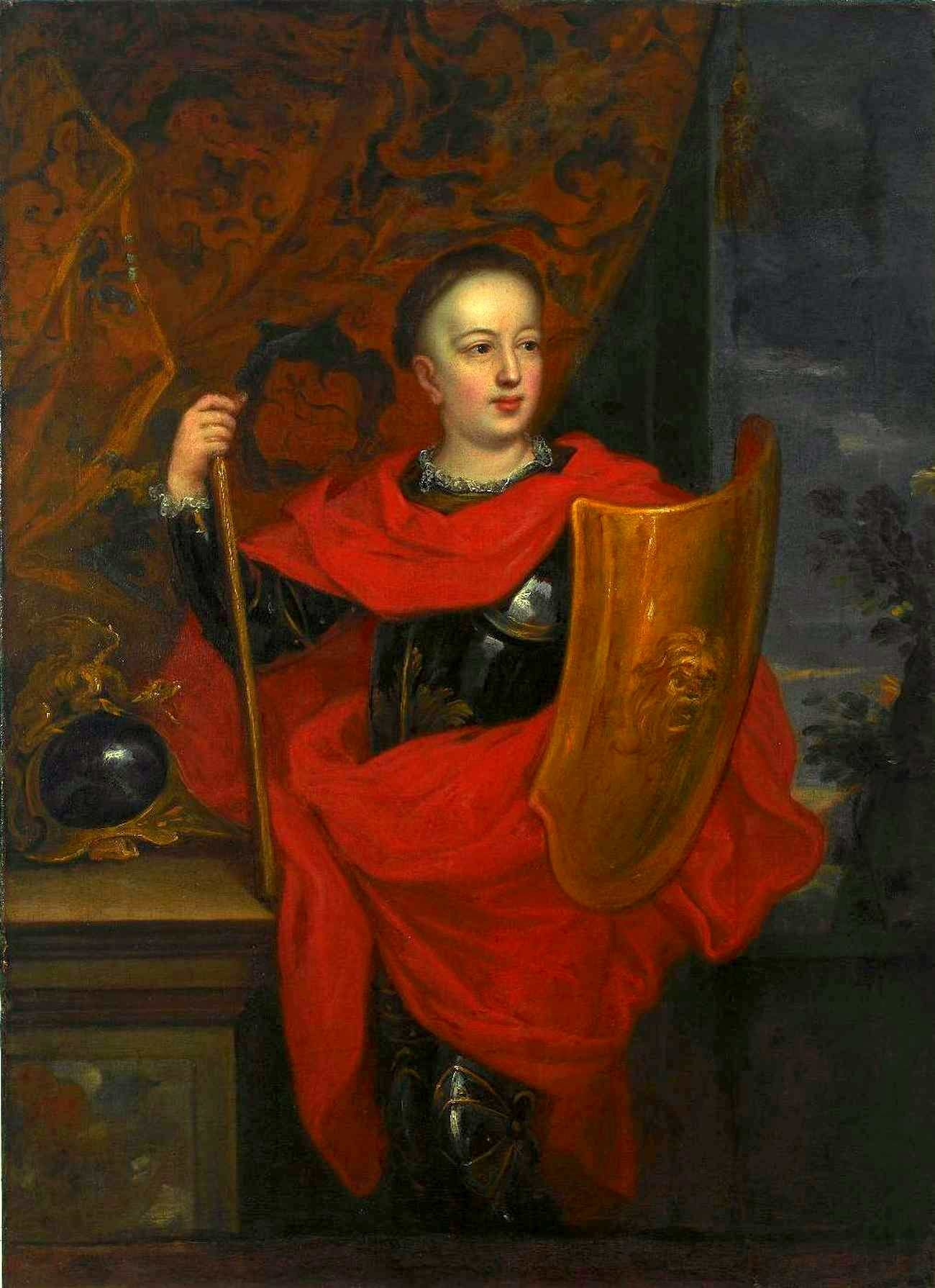
Aleksander Benedykt Sobieski, khoảng năm 1690

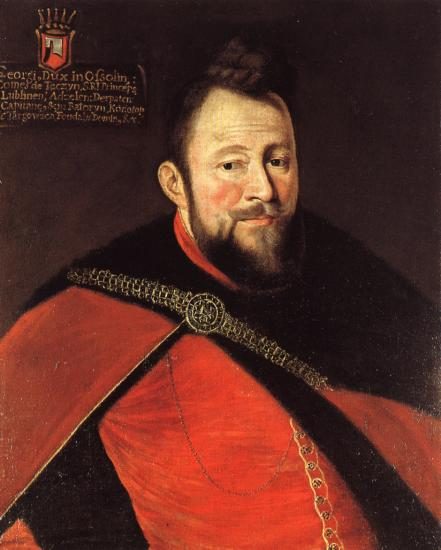
Jerzy Ossoliński, khoảng năm 1635. Một phiên bản phổ biến và muộn hơn của kiểu cạo nửa đầu với một búi ở trên đỉnh đầu.